# Región del Mar Negro
La región del Mar Negro (en turco, Karadeniz Bölgesi) es una de las siete regiones en las que se divide Turquía. Se encuentra al norte del país.

## Provincias

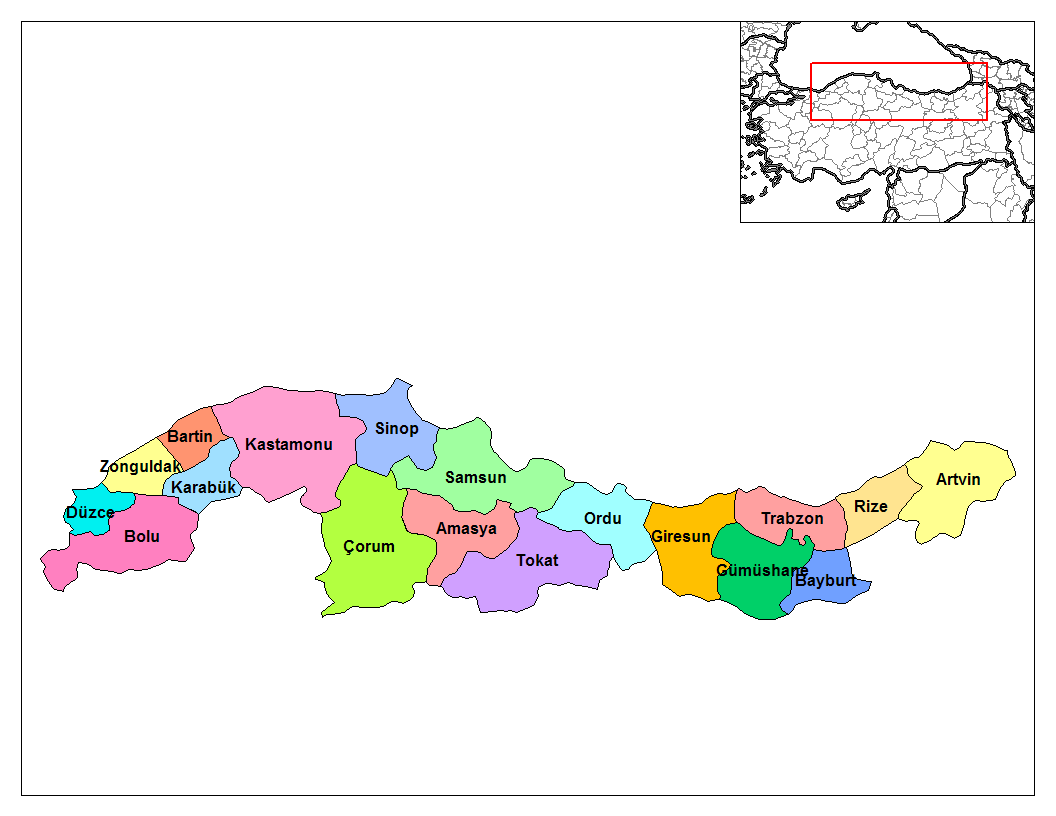
Región del Mar Negro.

- Provincia de Amasya
- Provincia de Artvin
- Provincia de Bartın
- Provincia de Bayburt
- Provincia de Bolu
- Provincia de Çorum
- Provincia de Düzce
- Provincia de Giresun
- Provincia de Gümüşhane
- Provincia de Karabük
- Provincia de Kastamonu
- Provincia de Ordu
- Provincia de Rize
- Provincia de Samsun
- Provincia de Sinop
- Provincia de Tokat
- Provincia de Trebisonda
- Provincia de Zonguldak